# マンボウ (スーパーマーケット)
食品スーパーマンボウ（しょくひんスーパーマンボウ）は、株式会社一ウ商事が経営する北海道札幌市西区西野に置くスーパーマーケットである。

## 営業時間
- 月曜日 - 木曜日：8:00 - 19:00
- 金曜日 - 日曜日、祝日：7:00 - 19:00
- 定休日：なし

## アクセス
- ジェイ・アール北海道バス（琴似営業所）西野2条6丁目そば
- 札幌市営地下鉄東西線発寒南駅および宮の沢駅から徒歩約15分

## 概要
激安スーパーで、「食費を半分に!」をスローガンとしている。西野店の1店舗のみで営業しているが、それにより多くの顧客に購買してもらうことで販売管理費や人件費を抑えられることや、賞味期限近くの商品を提供することなどの工夫により、低価格を実現させている。そういったことから、2013年8月20日には日本テレビ系バラエティ番組『幸せ!ボンビーガール』で、2014年3月2日にはテレビ朝日系バラエティ番組『シルシルミシルさんデー』で日本全国へそれぞれ紹介された。地下鉄駅から離れているために公共交通機関での来訪は限られることで、近隣住民のほか車での来店客が多くなっている。150台ほどの大型駐車場が完備されているが、それでも週末には駐車場に止められないほどの混雑をしている。